# Bombieri–Vinogradovs sats
Inom matematiken är Bombieri–Vinogradovs sats (ibland även kallat Bombieris teorem) ett viktigt resultat inom analytisk talteori. Satsen bevisades på 1960-talet. Den är uppkallad efter Enrico Bombieri och A. I. Vinogradov.
Resultatet är en viktig applikation av sållmetoder. 

## Satsen
Låt A vara ett godtyckligt positivt reellt tal. Då
{\displaystyle \sum _{q\leq Q}\max _{y<x}\max _{1\leq a\leq q \atop (a,q)=1}\left|\psi (y;q,a)-{y \over \varphi (q)}\right|=O\left(x^{1/2}Q(\log x)^{5}\right)}
om
{\displaystyle x^{1/2}\log ^{-A}x\leq Q\leq x^{1/2}.}
Här är {\displaystyle \varphi (q)} Eulers fi-funktion och där {\displaystyle \Lambda } är Mangoldtfunktionen.